# Cinnabon

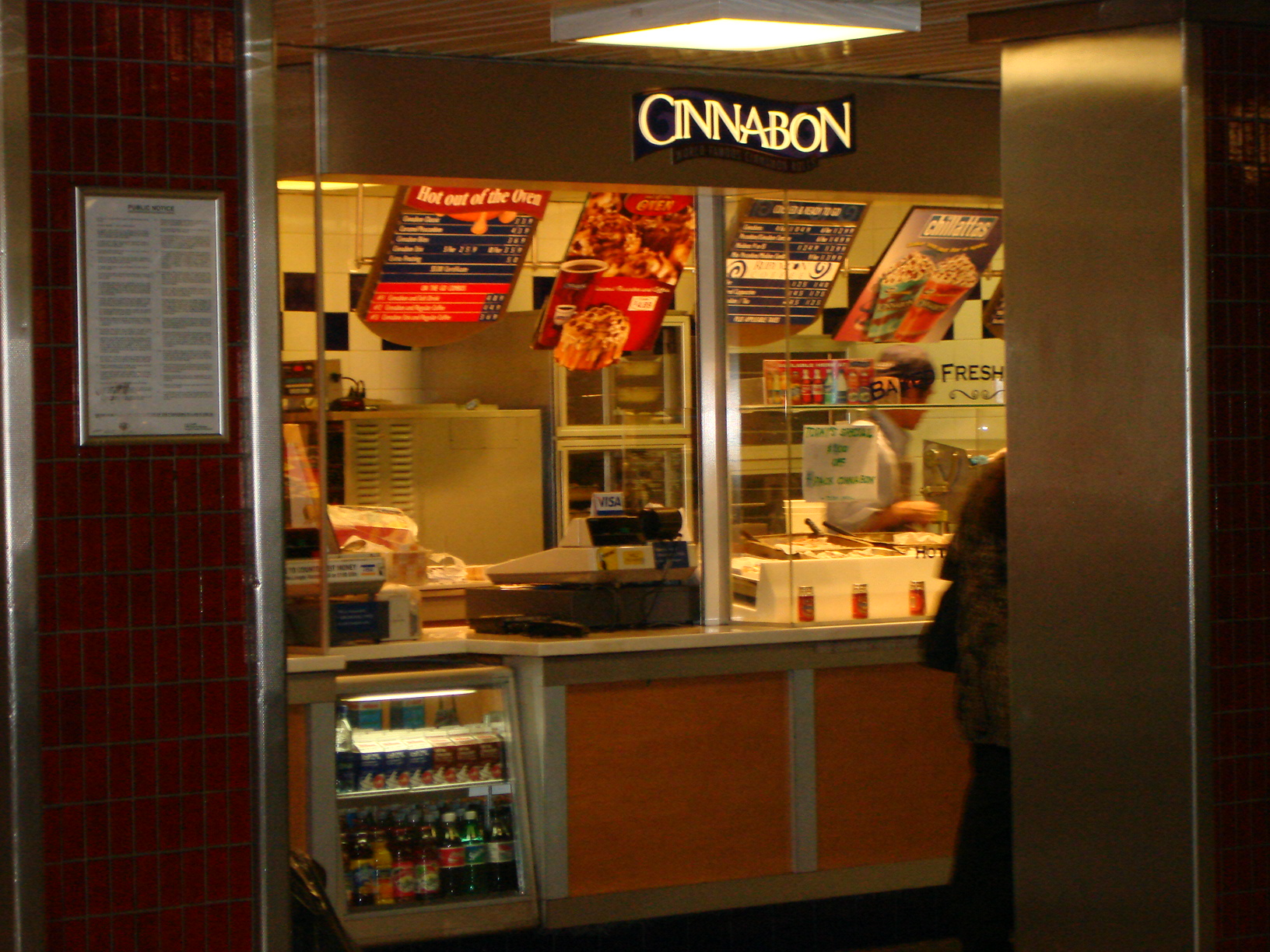
Cinnabon-Ladengeschäft

Cinnabon, Inc. ist eine US-amerikanische Handelskette für Gebäck, deren Filialen meist in Einkaufszentren angesiedelt sind.
Das Kerngeschäft besteht aus dem Vertrieb von vor Ort hergestelltem Gebäck wie Zimtschnecken (Cinnabon ist ein Wortspiel mit Cinnamon = Zimt und Bun = Brötchen) und Kaffee und anderen Getränken.
Das zu FOCUS Brands (einer mehrheitlich in Besitz der Roark Capital Group befindlichen Schnellrestaurantgruppe) gehörende Unternehmen wurde am 4. Dezember 1984 in Seattle gegründet. Der erste Ableger entstand im August 1986 in Philadelphia (Pennsylvania). Mittlerweile existieren Ende 2012 über 1.000 Filialen, die weltweit v. a. im Franchising-System etwa 1 Mrd. US-$ Umsatz erzeugten.
In Deutschland existierten folgende Filialen in Anlagen der US-Streitkräfte: Flugplatz Erbenheim in Wiesbaden, Hanau, Heidelberg, Mannheim, Ramstein Air Base, Spangdahlem und Wiesbaden. Bis 2016 wurden alle diese Filialen geschlossen. In Österreich gab es (Stand: Januar 2019) fünf Filialen, die sich alle im Großraum Wien befanden. Je eine Filiale hat sich im Donauzentrum Wien, in der Lugner City Wien, im G3 Shopping Resort Gerasdorf, in der Shopping City Süd in Vösendorf, Bahnhof Wien Mitte (The Mall) befunden. Die Filialen Lugner City Wien und Bahnhof Wien Mitte wurden zum 1. März 2017 und 24. Februar 2017 geschlossen. 
Weitere Bekanntheit bekam die Kette spätestens im Jahr 2015 in der TV- und Netflix-Serie Better Call Saul, dem Ableger der AMC-Serie Breaking Bad, in dem die Hauptfigur Saul Goodman über Vorausblenden in den Anfangs-Szenen jeder Staffel als untergetauchter Mitarbeiter dieser Kette in einem Einkaufszentrum gezeigt wird.

## Belege
1. ↑  Own a Top Bakery Franchise | Cinnabon Franchise. 9. August 2021, abgerufen am 23. Mai 2023 (amerikanisches Englisch).
2. ↑  Cinnabon Reaches 1,000th Bakery Milestone. 11. Dezember 2012, abgerufen am 23. Mai 2023 (amerikanisches Englisch).
3. ↑  New dining options at Kaiserslautern community center range from doughnuts to smoothies. In: Stars and Stripes. Abgerufen am 23. Mai 2016.